# Glide Path
Glide Path („Cale de urmărire”) este un roman al scriitorului englez Arthur C. Clarke, publicat în 1963. Singurul roman non-science-fiction al lui Clarke, a cărui acțiune are loc în timpul celui de-Al Doilea Război Mondial, relatează o versiune fictivă a dezvoltării abordării controlate de la sol bazate pe radar a sistemului de aterizare a aeronavei și include un personaj după modelul lui Luis Alvarez, care a dezvoltat acest sistem. Se bazează pe propriul serviciu militar în război al lui Clarke la Royal Air Force, în timpul căruia a lucrat la proiectul GCA.